# John C. Oakes

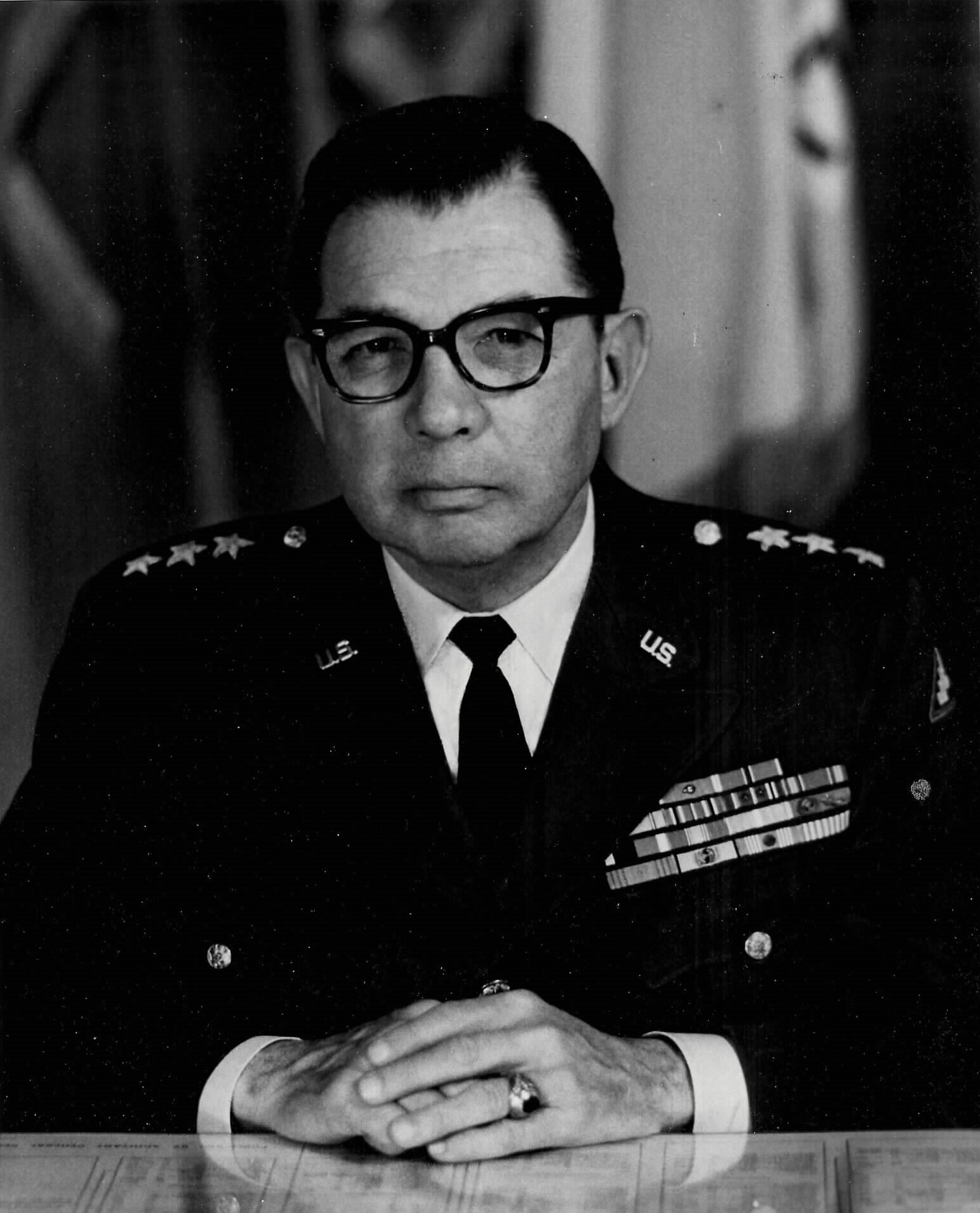
John C. Oakes

John Cogswell Oakes (* 16. Oktober 1906 in Galveston, Galveston County, Texas; † 30. August 1982 in Washington, D.C.) war ein Generalleutnant der United States Army. Er war unter anderem Kommandeur des VII. Corps und der 7. Armee.

## Leben
John Oaks war der Sohn von John Calvin Oaks (1871–1950) und dessen Frau Sue Murray Hawley (1879–1908). Der Vater war ebenfalls Militärangehöriger, der es in der Armee bis zum Oberst brachte. Die Mutter war eine Tochter des Kongressabgeordneten Robert B. Hawley. Nach dem frühen Tod der Mutter heiratete der Vater 1912 Myra Bingham Hendryx (1885–1947), die damit Johns Stiefmutter wurde.
In den Jahren 1925 bis 1928 durchlief John Oakes die United States Military Academy in West Point. Nach seiner Graduation wurde er als Leutnant der Feldartillerie zugeteilt. In der Armee durchlief er anschließend alle Offiziersränge vom Leutnant bis zum Drei-Sterne-General. Zu seinen ersten militärischen Stationen gehörten Fort Sam Houston in Texas und die Panamakanalzone. Er war sechs Jahre an der Artillery School in Fort Sill in Oklahoma. Zunächst war er dort als Student und dann ohne Unterbrechung als Lehrer tätig. Zwischenzeitlich war er auch Stabsoffizier unter anderem beim XIII. Corps. In seinen frühen Jahren war er unter anderem auch ein begeisterter Reiter und Polospieler. Später unterhielt er einen kleinen Rennstall.
Während des Zweiten Weltkriegs war John Oaks auf dem europäischen Kriegsschauplatz eingesetzt. Dabei kommandierte er eine Artillerieeinheit. Er gehörte zu den Truppen, die in Deutschland bis zur Elbe vordrangen. Anschließend absolvierte er im Jahr 1946 das Command and General Staff College, ehe er nach Griechenland versetzt wurde, wo er während des Griechischen Bürgerkriegs Mitglied der amerikanischen Beraterkommission war. Zwischenzeitlich war er für einige Zeit auch Stabsoffizier im Pentagon. In den Jahren 1950 und 1951 absolvierte er das National War College. Während des Koreakriegs kommandierte er die Artillerie der 25. Infanteriedivision, deren Kommando er für wenige Tage kommissarisch innehatte. Im Jahr 1954 wurde er Stabschef der 8. Armee, die in Südkorea stationiert war. Anschließend wurde er Leiter der G-3 Stabsabteilung für Operationen bei den amerikanischen Streitkräften in Europa United States Army Europe (USAREUR) und danach Stabschef bei der 7. Armee in Stuttgart, deren Hauptquartier damals noch nicht mit dem von USAREUR verschmolzen war.
Nach diesen Stationierungen in Deutschland kehrte John Oakes für einige Zeit in die Vereinigten Staaten zurück, wo er als Stabsoffizier im Pentagon eingesetzt war. Im Januar 1961 übernahm er das Kommando über das VII. Corps, das er bis zum April 1962 innehatte. Danach bekam er das Kommando über die 7. Armee, das er in den Jahren 1962 bis 1963 ausübte. Dieses Kommando ist nicht zu verwechseln mit dem Oberbefehl über USAEUR. Beide Hauptquartiere verschmolzen erst Ende der 1960er Jahre. Nach einem Herzanfall ging Generalleutnant Oaks im Jahr 1963 vorzeitig in den Ruhestand.
Er war seit 1932 mit Margaret Disoway McKinley (1913–1989) verheiratet. Der Sohn John Hawley Oakes (1934–2012) war ebenfalls Berufsoffizier der US-Army, in der er es bis zum Oberst brachte. Der Ex-Generalleutnant verbrachte seinen Ruhestand in Washington D.C., wo er am 30. August 1982 im Walter Reed Army Medical Center (nicht zu verwechseln mit dem Militärkrankenhaus in Bethesda) an einem weiteren Herzanfall verstarb. John Oakes fand seine letzte Ruhe auf dem Nationalfriedhof Arlington.

## Orden und Auszeichnungen
John Oaks General erhielt im Lauf seiner militärischen Laufbahn unter anderem folgende Auszeichnungen:
- Army Distinguished Service Medal
- Legion of Merit (2-Mal)
- Bronze Star Medal